# Yoko Ono
Pour les articles homonymes, voir Ono.
 (mai 2015).
Si vous disposez d'ouvrages ou d'articles de référence ou si vous connaissez des sites web de qualité traitant du thème abordé ici, merci de compléter l'article en donnant les références utiles à sa vérifiabilité et en les liant à la section « Notes et références ».
Yoko Ono, née le 18 février 1933 à Tokyo au Japon, est une artiste plasticienne, poétesse, performeuse, musicienne, chanteuse, compositrice, écrivaine, comédienne et cinéaste japonaise.
Pionnière de l'art conceptuel, du cinéma et de la performance, Yoko est également connue pour son activisme et ses campagnes en faveur de la paix dans le monde. Membre de l'avant-garde new-yorkaise dans les années 1960, elle développe des formes artistiques entre poésie, performance, cinéma et musique expérimentale. Elle a participé au courant artistique Fluxus.
En 1968, elle se fait connaître du grand public pour le couple qu'elle forme avec John Lennon, jusqu'à son assassinat sous ses yeux à New York le 8 décembre 1980.

## Biographie

### Enfance
Yoko Ono naît le 18 février 1933 à Tokyo au sein des Yasuda, l'une des familles commerçantes les plus riches du Japon. Sa mère, Isoko, est une peintre, chanteuse et musicienne respectée, tandis que son père Eisuke, pianiste de musique classique, est banquier,.
En 1937, elle est inscrite à la compagnie scolaire Gakushūin de Tokyo, une école réservée aux enfants descendants de familles d'aristocrates. Elle suit une éducation multiculturelle très riche et jouit d'une vie extraordinairement luxueuse et privilégiée. Durant la Seconde Guerre mondiale, elle doit fuir les bombardements incessants de la capitale japonaise en se réfugiant avec son frère et sa sœur à la campagne où le luxe laisse place à la misère la plus totale, ce qui forge son caractère. Après la guerre, la famille émigre aux États-Unis à New York.

### Éveil d'une artiste
Dès l'âge de 14 ans, Yoko s'oriente vers l'art avec l'écriture, montrant déjà une attirance très nette vers l'avant-gardisme. Elle fréquente le milieu théâtral, entamant aussi des études de philosophie. Elle suit également des cours de lettres et de chant et découvre des compositeurs d'avant-garde tels qu'Arnold Schönberg. Précoce, elle réalise de la musique expérimentale, des installations conceptuelles et de la performance.
En 1952, Yoko déménage avec toute sa famille à Scarsdale. Elle commence alors des études supérieures au Sarah Lawrence College. Après avoir rencontré le compositeur japonais Toshi Ichiyanagi, elle arrête ses études en 1955, afin de s'installer à Manhattan. En 1955, elle publie le poème A Grapefruit in the World of Park, fragment prosaïque, absurde et faussement naïf de dialogues entre une mère et son enfant dans Central Park (Where is this / this is the park / I can smell metal in the air / No it's the clovers / Are they bleeding / No it's the sunset / would you like to speak to the dead / Oh no I only came here to peel grapefruit). Elle épouse Toshi en 1957. Lors d'une conférence du maître zen Suzuki, elle rencontre John Cage, dont elle et Ichiyanagi deviennent proches.

### Le mouvement Fluxus
Les années 1960 sont décisives pour la carrière artistique de Yoko. De décembre 1960 à juin 1961, elle organise, en collaboration avec le compositeur expérimental La Monte Young, une série pluridisciplinaire de concerts/expositions dans son loft, situé au 112 Chambers Street à New York, où se produisent à cette occasion des musiciens comme Henry Flynt ou Jackson Mac Low, la danseuse pionnière Simone Forti ou le sculpteur minimaliste Robert Morris. De grands noms de l'art contemporain tels que la collectionneuse Peggy Guggenheim ou l'un des plus grands artistes du XXe siècle, le dadaïste Marcel Duchamp, fréquentent ces événements, qui entrent dans l'histoire de l'art. Au même moment, Yoko développe un format artistique sous forme de partitions textuelles devant ensuite être présentées dans le cadre de performances, les Instructions Pieces. Ses premières œuvres Kitchen Piece et Pea Piece proposent une exploration du quotidien le plus ordinaire, à mille lieues des exigences élitistes de l'art académique.
Inspiré par les événements artistiques organisés par Yoko, George Maciunas, le futur fondateur de Fluxus, ouvre l'AG Gallery. En juillet 1961, il programme la première exposition consacrée aux travaux de Yoko, Paintings and Drawings of Yoko Ono. L'artiste expose des tableaux-instructions poétiques comme Painting to be Stepped On (tableau sur lequel marcher) ou Painting to See in the Dark (tableau à regarder dans le noir).
Toujours en 1961, le Carnegie Hall de New York lui consacre une soirée qui présente ses performances : A Grapefruit in the World of Park, A Piece for Strawberries and Violin, réalisées avec la participation de David Tudor et de nombreux artistes de monde d'avant-garde, comme Yvonne Rainer.
De 1962 à 1964, elle retourne au Japon où elle se produit au Sõgetsu Art Center de Tokyo avec la pièce Painting To Be Constructed in Your Head (tableau à construire dans votre tête) dont les instructions sont : « dans votre tête, transformez un tableau carré jusqu'à ce qu'il devienne rond... ». Puis elle suit la tournée de concerts de John Cage en qualité d’interprète (elle collabore à la pièce Music Walk and Arias for Solo Piano with Fontana Mix). Peu après avoir entamé une procédure de divorce avec Toschi Ichiyanagi, elle rencontre le musicien de jazz et producteur Anthony Cox.
Le 28 novembre 1962, Yoko Ono épouse Anthony Cox. Le second mariage de Yoko fut annulé le 1er mars 1963, car elle n'avait pas finalisé sa procédure de divorce avec Ichiyanagi. Après avoir finalisé ce divorce, Anthony Cox et Yoko Ono se marient à nouveau le 6 juin 1963. Yoko donne naissance à sa fille Kyoko Chan Cox deux mois plus tard, le 8 août 1963.
De retour à New York en 1965, elle collabore activement aux actions de Fluxus : elle crée la même année, lors du Perpetual Fluxfest au Carnegie Hall, Bag Piece, Beat Piece, Cut Piece et Sky Piece for Jesus Christ.
Elle publie aussi Grapefruit, un recueil de ses Instruction pieces.
Devenue un jalon de l'histoire de l'art, et plus précisément du courant féministe en art, Cut Piece est joué pour la première fois en juillet 1964 à Kyoto. Durant cette performance, Yoko demeure immobile sur scène, les yeux baissés, en posture agenouillée. Les spectateurs sont invités à venir découper ses vêtements, mettant son corps à nu (ce qui est loin d'être anodin dans le contexte puritain des années 1960). Dans cette performance, le spectateur devient acteur. Cependant, loin d'être érotique, le déshabillage apparaît comme une agression, montrant que « le regard anonyme peut porter atteinte au sujet regardé, allant jusqu'à le détruire ». Après cela Yoko Ono a déclaré : « les gens continuaient à couper les parties de moi qui ne leur plaisaient pas. Finalement, il n'est plus resté que la pierre qui est en moi : mais ils n'étaient toujours pas satisfaits, et ils voulaient voir de quoi était faite la pierre ».
Yoko collabore aussi à la publication Fluxus 1 de George Maciunas. En 1966, Fluxus soutient la réalisation de plusieurs de ses films, dont le plus célèbre est le très provocateur N° 4 Bottoms, qui montre une collection de fesses (appartenant à pas moins de 365 personnes) montrées en gros plan, filmées en marchant.

## Rencontre avec John Lennon

### Découverte lors d'un vernissage

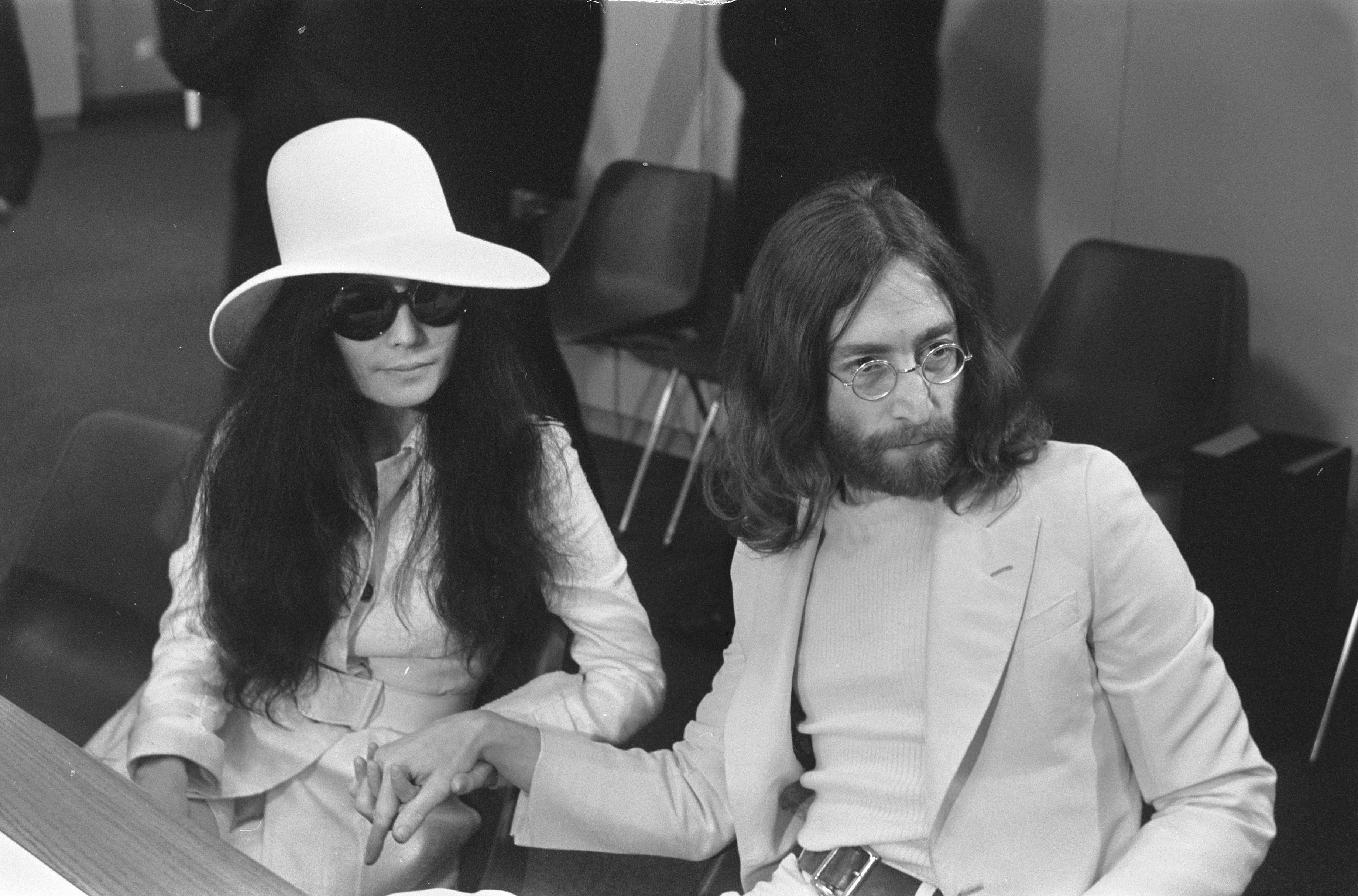
Yoko Ono et John Lennon à Schiphol en 1969.

En septembre 1966, Yoko et Tony s'installent à Londres. Ayant fait la connaissance de John Dunbar, grande figure de l'avant-garde artistique londonienne et directeur de la galerie Indica qu'il a ouverte avec Paul McCartney, elle parvient à exposer (et imposer) son travail lors d'une exposition intitulée Unfinished Paintings & Objects.
Le 9 novembre 1966, à la veille du vernissage de l'exposition, Yoko rencontre John Lennon. Ce dernier découvre alors son univers, qui entre intimement en résonance avec ses propres aspirations intellectuelles et artistiques. John n'est d'abord pour Yoko qu'un « type séduisant » dont l'immense notoriété provient d'un univers qui lui est étranger et qui paraît être son opposé absolu. Lorsque Dunbar demande à Yoko de laisser Lennon enfoncer un clou sur l'une de ses œuvres, elle refuse et affirme que la planche doit rester intacte pour le lendemain. John propose alors de payer cinq shillings imaginaires pour planter un clou imaginaire. Il raconte plus tard :

« Il y avait une échelle suspendue au plafond, menant à une peinture. On aurait dit une toile vierge avec une chaîne à l'extrémité de laquelle pendait une loupe. J'étais anti-art parce que j'avais passé cinq années dans une école d'art et qu'ils étaient tous bidon et j'étais vraiment contre. Mais en visitant les galeries je m'y étais de nouveau intéressé et j'étais là. J'ai escaladé l'échelle et pris la loupe, je me balançais là-haut et dans une écriture minuscule ça disait simplement « Oui ». Et c'est ce qui m'a décidé à rester. Ça disait « Oui ». Ça m'a décidé à voir la suite de l'exposition. Si ça avait dit « Non » ou quelque chose de méchant ou de sarcastique, du genre « Arnaque » ou je ne sais quoi, j'aurais quitté la galerie sur-le-champ. Parce que c'était positif et que ça disait « Oui », je me suis dit : « OK, c'est la première exposition où je vais qui me dit quelque chose de chaleureux ». Alors j'ai décidé de voir le reste de l'exposition. Et voilà comment on s'est rencontrés. Si ça avait dit « Non », je serais parti. C'était comme un truc personnel. Je suppose que quiconque lisait ça ressentait la même chose. Mais j'ai pris ça comme un « Oui » que l'artiste m'adressait personnellement. »

### Film et second vernissage
En février 1967, Yoko attire l'attention du public britannique avec le film Bottoms. À la fin du mois d'août de la même année, ses concerts conceptuels provoquent des débats dans la presse underground et Wrapping Piece, qui l'amène à couvrir les lions de Trafalgar Square de rouleaux de papier, remplit les pages des quotidiens londoniens.
En novembre 1967, Yoko persuade John de sponsoriser sa prochaine exposition Half a Wind, qui doit se tenir à la Lisson Gallery de Marylebone. Il n'accepte qu'à la condition que son nom n'apparaisse pas dans le programme. Quelque temps plus tard, Yoko est invitée à la projection de Bottoms au cours d'un festival artistique à Knokke-le-Zoute, en Belgique et se rend également à Paris pour y exposer ses œuvres. Parmi ses admirateurs se trouve le musicien de free jazz Ornette Coleman qui, sur le point de se rendre à Londres pour s'y produire au Royal Albert Hall, propose à Yoko de se joindre à lui sur scène.

### Mise en couple et séparation
En mai 1968, alors que Cynthia Powell, son épouse, est en Grèce, John invite Yoko dans sa résidence de Kenwood, où ils enregistrent leur premier travail en commun, Unfinished Music No.1: Two Virgins, pour lequel ils apparaissent tous les deux nus sur la pochette et contenant deux longs morceaux de musique expérimentale. Le soir même, le futur couple consomme son union pour la première fois. Lennon divorce de Cynthia en novembre 1968 et, en février 1969, Yoko divorce d'Anthony.
Le couple se marie le 20 mars 1969 à Gibraltar. Devenus inséparables, Yoko et John font par la suite une série d'apparitions artistiques ou musicales (dont The Rock and Roll Circus des Rolling Stones) qui suscitent indignation et surprise parmi le grand public. Ils se rendent également célèbres par leur engagement en faveur de la paix dans le monde, après le succès populaire du titre Give Peace a Chance, attribué à leur nouveau groupe Plastic Ono Band.

### Relations avec les Beatles
Le 30 mai 1968, dès le début des séances de l'album The Beatles, la présence constante de Yoko aux côtés de John nuit considérablement à l'ambiance régnant au sein du groupe. Contrairement aux autres épouses ou compagnes, elle ne se contente pas de rester en compagnie du producteur et des ingénieurs du son, mais s'installe dans le studio même sous l'insistance de John, faisant des commentaires sur son travail. « Yoko a tout bonnement emménagé, dit George Harrison. Enfin, John a emménagé avec Yoko, ou elle a emménagé avec lui. À partir de ce moment-là, on ne les a plus jamais vus l'un sans l'autre, du moins pendant les deux années suivantes. Elle faisait tout à coup partie du groupe ; elle ne s'est pas mise à chanter ou à jouer, mais elle était là. C'était très étrange de la voir là, en permanence. Pas seulement parce que c'était Yoko, ou parce qu'on était opposés à l'idée qu'un étranger reste là. Mais il y avait une vibration particulière et c'est ce qui me tracassait. C'était une vibration bizarre. » Elle chante tout de même un vers de la chanson de John, The Continuing Story of Bungalow Bill, alors que Maureen Starkey, l'épouse de Ringo, se contente de faire les chœurs.[source insuffisante]
Dans un premier temps, les membres du groupe ne pensent voir là que la manifestation passagère d'un nouvel amour. Mais, lors de l'enregistrement de leur ultime album Abbey Road, en juillet 1969, ils déchantent lorsque John fait installer un lit dans le studio pour Yoko, qui doit se remettre d'un accident de voiture survenu en Écosse quelques jours plus tôt. Un microphone est même suspendu au-dessus de sa couche, pour parler avec son époux, qui l'inclut dans le processus créatif du groupe.[source insuffisante]
De ce fait, Yoko devient un grand sujet de controverse chez les fans du groupe et sera considérée comme la principale cause de la séparation des Beatles. [source insuffisante] Cependant, beaucoup s'accordent à dire qu'elle a aussi été une bouée de sauvetage pour un John en perdition et qu'elle allait exercer une influence considérable sur plusieurs de ses compositions. John Lennon disait d'elle qu'elle est « the world's most famous unknown artist : everyone knows her name but no one knows what she actually does. » (« la plus célèbre artiste inconnue du monde : tout le monde connaît son nom mais personne ne sait ce qu'elle fait réellement »), ce qui souligne aussi les nombreux préjugés dont elle a fait l'objet malgré sa carrière artistique.

## Années 1970

### Premiers albums solos et New York
En décembre 1970, Yoko publie son premier album solo Yoko Ono/Plastic Ono Band, conjointement au disque de John John Lennon/Plastic Ono Band. Uniquement composé d'improvisations, l'album se classe à la 183e place des charts aux États-Unis. En 1971, son premier double album Fly est également édité, avec la chanson Mrs Lennon qui est son premier single en solo.
Après des voyages incessants entre le Royaume-Uni et les États-Unis, John et Yoko s’installent définitivement à New York, au mois d’août 1971. Ils résident d'abord dans le West Village new-yorkais. Leur arrivée sur le sol américain suscite l'engouement des médias qui les inondent de demandes d'interviews. Le couple y voit une formidable occasion d'intensifier sa campagne pour la paix, en jouant un rôle actif dans de nombreuses manifestations politiques.
Le 30 août 1972, John et Yoko organisent deux concerts de charité au Madison Square Garden de New York, au profit de la Willowbrook State School, un hôpital psychiatrique pour enfants de Staten Island, avec la participation de Stevie Wonder, Roberta Flack et Sha Na Na. Accompagné par leur nouvelle formation Elephant's Memory Band, le couple interprète des chansons provenant de leurs premiers albums solos dont le récent Some Time in New York City. À l'automne, Yoko enregistre son deuxième double album Approximately Infinite Universe aux sonorités plus rock. Cet album suscite très peu d'intérêt lors de sa sortie, mais il est reconnu, bien plus tard, pour sa qualité musicale.

### La séparation
En avril 1973, John et Yoko emménagent dans le fameux immeuble Dakota Building, en face de Central Park. Mais durant l'été, alors que Yoko enregistre seule son quatrième album Feeling the Space, les relations au sein du couple se détériorent au point qu'ils se séparent. Tandis que John s'en va vivre à Los Angeles avec leur assistante personnelle, May Pang, Yoko reste à New York et continue de mener sa propre carrière. Durant cette période, elle entretient une relation avec le guitariste David Spinozza et se produit régulièrement en tant que musicienne.
En août 1974, Yoko retourne au Japon afin d'y entreprendre une brève tournée et publie pour l'occasion le single Yume O Moto (Let's Have A Dream). Le 10 août, elle se produit lors du One Step Festival, organisé près de la petite ville de Koriyama. À la même époque, Yoko entame l'enregistrement de son cinquième album, A Story, qui n'est finalement commercialisé qu'en 1992.
Le 28 novembre 1974, le jour de Thanksgiving, Yoko assiste, dans le public, à un concert d'Elton John au Madison Square Garden de New York, auquel John participe. Après le spectacle, elle vient le saluer dans sa loge, marquant ainsi leur première rencontre depuis leur séparation. En janvier 1975, après plus de dix-huit mois passés loin l'un de l'autre, le couple officialise sa réconciliation lors de la 17e cérémonie des Grammy Awards.
Le 9 octobre 1975, après de nombreuses fausses couches, Yoko, âgée de 42 ans, met au monde Sean Taro Ono Lennon, le jour du 35e anniversaire de John. À partir de cet instant, le couple se retire de la vie publique et n'enregistre plus d'albums. À la demande de John, Yoko s'occupe de gérer leurs affaires familiales en prenant les rênes des finances communes, tandis que celui-ci se consacre entièrement à l'éducation de leur fils.

## Années 1980

### Assassinat de John Lennon
En août 1980, après plus de cinq ans d'absence dans les médias, John et Yoko reviennent sur le devant de la scène publique avec leur album commun Double Fantasy, qui connaît un succès honorable.
Peu après, le soir du 8 décembre 1980, Yoko s'affirme en tant qu'artiste pop accomplie en enregistrant Walking on Thin Ice, que le couple souhaite sortir en single. À 22h45,, alors qu'ils rejoignent le Dakota Building, peu après la séance d'enregistrement, Mark David Chapman, un fan déséquilibré, abat John de quatre balles de revolver, sous les yeux de Yoko. Quelques heures plus tôt, John lui avait accordé un autographe,.
Après l'assassinat de Lennon, Yoko ralentit sa production artistique et se consacre entièrement à son fils Sean et à la gestion de l'empire économique de son défunt conjoint ; cela avec plus de sérieux et de professionnalisme. Elle édite des disques posthumes de John : Live in New York City, Milk and Honey et Menlove Avenue, avec de vieilles chansons ou de simples maquettes, et collabore avec Paul McCartney, George Harrison et Ringo Starr dans la défense des intérêts communs des Beatles.
En 1981, Yoko publie son sixième album solo Season of Glass dont la célèbre pochette montrant les lunettes de Lennon tachées de sang provoque de violentes critiques qui l'accusent d'être insipide et de vouloir exploiter la mort de John. Cependant, elle déclara avoir choisi cette image, son but ayant été de représenter ce qu'elle et d'autres membres de la famille de Lennon ont enduré après sa mort. En avril 2002, cette photographie est vendue aux enchères à Londres pour 13 000 $.

## Carrière

### Carrière cinématographique
Entre 1964 et 1972, Yoko réalise plus d'une soixantaine de films.
Encouragée dans cette voie par Jonas Mekas en 1964, Yoko écrit, selon le principe de ses Instructions Pieces, des scripts de films qui interrogent la nature du médium cinématographique : elle propose par exemple de distribuer des ciseaux au public pour qu'il découpe sur l'écran ses morceaux préférés du film. Dès 1966, elle réalise Fluxfilms, une série de courts-métrages rassemblés par George Maciunas en une œuvre collective produite par Fluxus et qui est présentée au festival du cinéma indépendant d'Ann Arbor aux États-Unis la même année. La plupart d'entre eux sont tournés par George Maciunas, avec une caméra ultarapide, que ce dernier avait empruntée au cinéaste underground Ed Emshwiller[réf. nécessaire].
En 1967, Yoko tourne Four (Bottoms), littéralement « quatre derrières », qui acquiert une certaine notoriété par le scandale des postérieurs qu'il met en scène. Au-delà de ce qui pourrait apparaître comme une provocation nourrie de l'esprit et de l'utopie des années 1960, ce film affirme un principe visuel très construit et le titre Four détermine le cadrage de la composition sur ces fesses paradoxalement dématérialisées en un quadrillage abstrait.
Militante des droits de la femme, Yoko a également figuré au générique de plusieurs films sur la maltraitance des femmes, dont Satan's Bed, sorti en 1965.

#### Filmographie
- 1965 : Satan's Bed (en tant qu'actrice)
- 1965 : Cut Piece (9 minutes)
- 1966 : Eye Blink (5 minutes)
- 1966 : Bottoms (5½ minutes)
- 1966 : Match (5 minutes)
- 1967 : Wrapping Piece (approx. 20 minutes, musique de Delia Derbyshire)
- 1967 : Film No. 4 (Bottoms) (80 minutes)
- 1967 : Bottoms, bande-annonce (approx. 2 minutes)
- 1968 : Two Virgins (approx. 20 minutes)
- 1968 : Film No. Five (Smile) (51 minutes)
- 1969 : Rape (77 minutes) avec Eva Rhodes
- 1969 : Bed-In (74 minutes)
- 1970 : Let It Be (81 minutes) de Michael Lindsay-Hogg
- 1970 : Apotheosis (18½ minutes)
- 1970 : Freedom (1 minute)
- 1971 : Sweet Toronto/Keep On Rockin (70 minutes) de D.A. Pennebaker
- 1971 : Fly (25 minutes)
- 1971 : Making of Fly (approx. 30 minutes)
- 1971 : Erection (20 minutes)
- 1971 : Imagine (70 minutes)
- 1971 : Sisters O Sisters (4 minutes)
- 1971 : Luck of the Irish (approx. 4 minutes)
- 1972 : Flipside (spectacle télévisé) (approx. 25 minutes)
- 1972 : Live in New York City (approx. 50 minutes)
- 1984 : Then & Now (58 minutes)
- 2000 : Blueprint for the Sunrise (28 minutes)
- 2018 : L'Île aux chiens (Isle of Dogs) de Wes Anderson (en tant que voix de l'assistante scientifique)

### Carrière musicale
Yoko a également mené une carrière de chanteuse. Elle était déjà musicienne lorsqu'elle rencontra Lennon, ayant entre autres collaboré avec John Cage, La Monte Young et Ornette Coleman.
Yoko étudie la musique dès son plus jeune âge dans une école maternelle spécialisée appelée « Jiyu-Gakuen ». Elle y apprend à écouter les sons de l'environnement et de la vie quotidienne et à les traduire en notations musicales, comme le fera plus tard John Cage. Dans son désir de transcrire les bruits de la nature, elle combine le mode de notation musicale occidental à des instructions, prélude aux "Instruction Pieces" qu'elle développe pour la peinture et la sculpture, après avoir remarqué combien dans la musique, à la différence de l'art plastique, il y a une séparation entre la partition écrite par le compositeur et l'interprétation qu'en fait le musicien. Après avoir étudié au « Sarah Lawrence College », où elle chante des lieder allemands et des airs d'opéra, elle rencontre les compositeurs Edgar Varèse, Morton Feldman et John Cage qui dès la fin des années 1950 l'encouragent à se lancer dans la direction qu'elle souhaite emprunter. Elle pénètre le monde de l'avant-garde musicale avec son premier mari, Toshi Ichiyanagi, un jeune musicien et compositeur japonais qui gagne sa vie comme copiste de partitions pour des compositeurs. Tous deux s'installent à Manhattan, dans un loft sur Chambers Street, qui devint, au début des années 1960, le théâtre de nombreuses performances artistiques et de concerts avec La Monte Young, John Cage et George Maciunas.
La musique de Yoko a souvent été qualifiée par ses détracteurs comme une litanie de cris, d'autant plus insupportable que l'artiste avait à leurs yeux semé le germe de la rupture entre les Beatles avec l'expérimental Revolution 9. Les cris émis par Yoko dans ses performances vocales traduisent le conflit culturel qui la marquait depuis son enfance, partagé entre Orient et Occident, le Japon et les États-Unis, où elle fut élevée entre un père qui vouait une admiration infinie à Bach, Beethoven et Brahms et une mère qui jouait de plusieurs instruments traditionnels japonais. Ils sont aussi révélateurs de l'importance qu'elle accorde au corps comme instrument primordial, vecteur d'émotions musicales. Yoko exploite le spectre de la voix de manière unique. Elle devait devenir par la crudité de sa voix, le recours à l'improvisation et au free jazz, une des sources occultes du rock expérimental.
En 1982, Yoko publie It's Alright (I See Rainbows), dégageant une ambiance plus positive que son précédent. L'album connaît un succès mineur dans les charts et deux de ses chansons My Man et Never Say Goodbye seront publiées en single.
En 1984, Every Man Has A Woman Who Loves Him, un album comportant une sélection de chansons de Yoko, interprétées par des artistes tels qu'Elvis Costello, Roberta Flack, Eddie Money, Rosanne Cash et Harry Nilsson est commercialisé. Ce fut l'un des projets que John ne put jamais terminer. Plus tard, dans la même année, le dernier album posthume de John et Yoko dans la veine de Double Fantasy, Milk And Honey est publié.
En 1985, à l'occasion du 45e anniversaire de Lennon, une partie de Central Park est réaménagée grâce à un don d'un million de dollars de Yoko et baptisé le Strawberry Field Memorial. Dans un même temps, Starpeace est le dernier album de Yoko à paraître durant les années 1980. Le single Hell in Paradise devient un hit, se classant à la 16e position des charts américains et 26e dans la liste des 100 plus grands succès du Billboard. Le clip, qui accompagne la chanson, gagne l'award de la "vidéo la plus innovante" (Most Innovative Video) aux Billboard Music Video Awards en 1986.
Pour promouvoir l'album, Yoko entame sa première tournée mondiale World Tour For Starpeace, visitant les pays de l'Est dans lesquels elle sentait devoir proclamer son message de paix. À cette occasion, elle repasse par le Hilton d'Amsterdam où elle accorde des interviews aux journalistes, installée sur le lit où John et elle ont fait leur premier Bed-In, dix-sept ans plus tôt. Sur scène, en plus de son propre répertoire, elle interprète quelques-unes des chansons les plus connues de son mari dont le célèbre Imagine.
En 1991, elle crée, avec son fils Sean et le chanteur Lenny Kravitz, le Peace Choir. À cette occasion, ils enregistrent, avec de nombreux autres artistes, une reprise de Give Peace a Chance pour protester contre la Guerre du Golfe. L'année suivante, Yoko signe un contrat avec la maison d'édition Rykodisc afin de publier d'un coffret de six disques Onobox, résumé de sa carrière musicale, agrémenté de maquettes et de chansons inédites. Une compilaton Walking On Thin Ice sort également. En 1995, elle retourne en studio pour l'enregistrement de Rising, une collaboration avec son fils Sean et son groupe IMA. Cet album engendre une tournée mondiale qui passe par l'Europe, le Japon et les États-Unis. L'année suivante, elle collabore avec les DJs américains Cibo Matto, Ween Tricky et Thurston Moore pour l'élaboration d'une version remix, Rising Mixes.
En 1997, Rykodisc édite tous les albums de Yoko en disque compact. Yoko et l'ingénieur du son Rob Stevens supervisent la remastérisation des bandes originales et des bonus sont également ajoutés (démos, prises alternatives, inédits et versions lives). L'année 2001 voit la sortie de l'album Blueprint For a Sunrise, qui reprenant le thème d'un esprit féministe engagé, déjà abordé dans Approximately Infinite Universe et Feeling The Space.
En 2002, les DJ américains (Pet Shop Boys, Orange Factory, Peter Rauhofer, Danny Tenaglia) commencent à travailler sur un projet consistant à remixer le répertoire de Yoko pour des clubs de dance. Pour cela, Yoko supprime son prénom qui devient simplement ONO, une réponse ironique à la phrase : « Yoko Ono Oh No! », une plaisanterie qui l'a poursuivie tout au long de sa carrière. Le projet connaît un grand succès, confirmé en avril 2003, avec une nouvelle version de Walking On Thin Ice des Pet Shop Boys, qui atteint la première place du Billboard, faisant de ce single le premier numéro un de Yoko. Elle revient à la première place en novembre 2004 avec Everyman...Everywoman....., une version de la chanson Every Man Has A Woman Who Loves Him dont les paroles sont modifiées afin de soutenir les mariages gays.
En 2007, sort Yes I'm A Witch, une compilation regroupant une sélection de remix du catalogue de Yoko par divers artistes comprenant The Sleepy Jackson, The Flaming Lips, Cat Power, Antony Hegarty (du groupe Antony and the Johnsons), DJ Spooky, Porcupine Tree et Peaches. L'album reçoit un bon accueil de la part des critiques, très surprises. Encouragé par ce succès, un second album Open Your Box est publié selon le même concept.
Durant sa carrière, Yoko a collaboré avec divers groupes, artistes et musiciens dont John Lennon, Eric Clapton, Klaus Voormann, John Cage, Frank Zappa, Andy Warhol, Sean Lennon, Cornelius (Keigo Oyamada, Naoki Shimizu et Yoko Araki), Paul McCartney, David Spinozza, Hugh McCracken, Michael Brecker, Earl Slick, The Flaming Lips, Pet Shop Boys, Peter Rauhofer, Danny Tenaglia, David Tudor, George Maciunas, Ornette Coleman, Hirotaka Shimizu, Cat Power, Charlotte Moorman, George Brecht, Jackson Mac Low, Jonas Mekas, Lenny Kravitz, Thurston Moore, Tricky, Yuka Honda, Nick Vernier Band, Cibo Matto, Yvonne Rainer, La Monte Young, Richard Maxfield, Zbigniew Rybczyński, Yo La Tengo, DJ Spooky, Peaches, Fred DeAsis, Basement Jaxx, Bill Kates, Billy Martin, Apples In Stereo, Michael Leonhart, Damien Price, DJ Chernobyl, Bimbo Jones, DJ Dan, Erik Friedlander, Daniel Carter, Craig Armstrong, Konrad Behr, Jorge Artajo, Shuji Nabara, Indigo Street, Lady Gaga et Dave Aude. Yoko a été 12 fois numéro un du classement américain Billboard, catégorie "Dance/club play" depuis les 4 dernières années. Après Walking on thin ice en octobre 2013, Angel est no 1 du Billboard en octobre 2014.

## Discographie

### Albums
| Année | Album                           | Meilleure position |
| ----- | ------------------------------- | ------------------ |
| 1970  | Yoko Ono/Plastic Ono Band       | 182                |
| 1971  | Fly                             | 199                |
| 1973  | Approximately Infinite Universe | 193                |
|       | Feeling the Space               | -                  |
| 1974  | A Story                         | -                  |
| 1981  | Season of Glass                 | 49                 |
| 1982  | It's Alright (I See Rainbows)   | 98                 |
| 1985  | Starpeace                       | -                  |
| 1995  | Rising                          | -                  |
| 2001  | Blueprint for a Sunrise         | -                  |
| 2007  | Yes, I'm a Witch Open Your Box  | -                  |
| 2009  | Between My Head and the Sky     | -                  |
| 2012  | Yokokimthurston                 | -                  |
| 2013  | Take Me to the Land of Hell     | -                  |
| 2016  | Yes, I'm a Witch Too            | -                  |
| 2018  | Warzone                         | -                  |

#### Albums avec John Lennon
| Année | Album                                      | Meilleure position |
| ----- | ------------------------------------------ | ------------------ |
| 1968  | Unfinished Music No.1: Two Virgins         | 124                |
| 1969  | Unfinished Music No.2: Life with the Lions | 174                |
|       | Wedding Album                              | 178                |
|       | Live Peace in Toronto 1969                 | 10                 |
| 1972  | Some Time in New York City                 | 48                 |
| 1980  | Double Fantasy                             | 1                  |
| 1984  | Milk and Honey                             | 11                 |

#### Compilations
- 1974 : Welcome: The Many Sides of Yoko Ono
- 1992 : Onobox
- 1992 : Walking on Thin Ice
- 1994 : New York Rock
- 1996 : Rising Mixes
- 2012 : Onomix

#### Faces B des singles de John Lennon
- 1969 : Remember Love (sur Give Peace a Chance)
- 1969 : Don't Worry Kyoko (sur Cold Turkey)
- 1970 : Who Has Seen The Wind (sur Instant Karma)
- 1971 : Why (sur Mother)
- 1971 : Open Your Box (sur Power to the People)
- 1971 : Listen The Snow Is Falling (sur Happy Xmas (War Is Over))
- 1972 : Sisters O Sisters (sur Woman Is the Nigger of the World)
- 1980 : Kiss Kiss Kiss (sur (Just Like) Starting Over)
- 1981 : Beautiful Boys (sur Woman)
- 1981 : Yes I'm Your Angel (sur Watching the Wheels)
- 1984 : O'Sanity (sur Nobody Told Me)
- 1984 : Sleepless Night (sur I'm Stepping Out)
- 1984 : Your Hands (あなたの手) (sur Borrowed Time)

#### Singles
| Année | Chansons                                                                    | Meilleure position |
| ----- | --------------------------------------------------------------------------- | ------------------ |
| 1971  | Mrs. Lennon/Midsummer New York                                              | -                  |
|       | Mind Train/Listen, the Snow Is Falling                                      | -                  |
| 1972  | Now or Never/Move on Fast                                                   | -                  |
| 1973  | Death of Samantha/Yang Yang                                                 | -                  |
|       | Josejoi Banzai (Part 1)/Josejoi Banzai (Part 2) (sorti uniquement au Japon) | -                  |
|       | Woman Power/Men, Men, Men                                                   | -                  |
|       | Run, Run, Run/Men, Men, Men                                                 | -                  |
| 1974  | Yume O Moto (Let's Have a Dream)/It Happened (sorti uniquement au Japon)    | -                  |
| 1981  | Walking on Thin Ice/It Happened                                             | 35                 |
|       | No, No, No/Will You Touch Me                                                | -                  |
| 1982  | My Man/Let the Tears Dry                                                    | -                  |
|       | Never Say Goodbye/Loneliness                                                | -                  |
| 1985  | Hell in Paradise/Hell in Paradise (instrumental)                            | 12                 |
|       | Cape Clear/Walking on Thin Ice (promo)                                      | -                  |
| 2001  | Open Your Box (remix)                                                       | 25                 |
| 2002  | Kiss Kiss Kiss (remix)                                                      | 20                 |
|       | Yang Yang (remix)                                                           | 17                 |
| 2003  | Walking on Thin Ice (remix)                                                 | 1                  |
|       | Will I (remix)/Fly (remix)                                                  | 19                 |
| 2004  | Hell in Paradise (remix)                                                    | 4                  |
|       | Everyman... Everywoman... (remix)                                           | 1                  |
| 2007  | You're the One (remix)                                                      | 2                  |
|       | No, No, No (remix)                                                          | 1                  |
| 2008  | Give Peace a Chance (remix)                                                 | 1                  |
| 2009  | I'm Not Getting Enough (remix)                                              | 1                  |
| 2010  | Give Me Something (remix)                                                   | 1                  |
|       | Wouldnit (I'm a Star) (remix)                                               | 1                  |
| 2011  | Move on Fast (remix)                                                        | 1                  |
|       | Talking to the Universe (remix)                                             | 1                  |
| 2012  | She Gets Down on Her Knees (remix)                                          | 5                  |
|       | Early in the Morning                                                        | -                  |
|       | I'm Moving On (remix)                                                       | 4                  |
| 2013  | Hold Me (featuring Dave Audé)                                               | 1                  |
|       | Walking on Thin Ice 2013                                                    | 1                  |

#### Albums hommage
- 1984 : Every Man Has a Woman (en)
- 2015 : Cut Pieces: A Tribute To Yoko Ono
- 2019 : SuONO
- 2022 : Ocean Child: Songs of Yoko Ono

## Personnalité et autres activités

### Engagements politiques
Depuis le début des années 1960, Yoko a milité pour la paix et la défense des droits des femmes. Après leur mariage, John et Yoko utilisèrent leur célébrité pour promouvoir la paix dans le monde avec leur célèbre Bed-In durant leur lune de miel à l'hôtel Hilton, à Amsterdam en mars 1969. Les médias du monde entier les tournèrent en ridicule, mais en parlant de l'événement, la presse évoque systématiquement le message du couple. Le « Bed-In » de Montréal, en mai 1969, voit l'enregistrement de leur premier single Give Peace a Chance, un hymne pacifiste composé par le couple. Présenté à Vienne et inventé par Yoko en 1962, le « Bagism », caché à la vue des spectateurs, stimulait leur imagination et, en dissimulant les apparences, rendait accessible la réalité intérieure. Le couple réalise plusieurs performances de Bagism entre 1968 et 1971, le sac devenant le symbole de leur désir d'intimité et une contestation du racisme.
Dans les années 1970, John et Yoko participèrent à de nombreuses manifestations politiques en faveur de diverses personnalités telles que Bobby Seale, Jerry Rubin, Michael X, Angela Davis, Kate Millett et David Peel. Le 11 décembre 1971, le couple se produisit aux côtés de Stevie Wonder, Phil Ochs et Commander Cody, lors d'une manifestation à Ann Arbor, dans le Michigan, contre l'incarcération de John Sinclair, leader du White Panther Party, arrêté et condamné à dix ans de réclusion en juillet 1969 pour détention de deux joints de marijuana. Ils apparaissent également dans l'émission Mike Douglas Show qu'ils coprésentent pendant une semaine, où ils abordent les thèmes du racisme du sexisme.
En 2002, Yoko inaugure sa propre récompense de paix en donnant 50 000 dollars (31 900 £) aux artistes vivants dans les régions en conflit. Les artistes israéliens et palestiniens sont les premiers destinataires. Le 14 février 2003, le jour de la Saint-Valentin et à la veille de l'invasion irakienne par les Américains et les Anglais, elle entend parler d'Andrew et Christine Gale, un couple menant une protestation au lit dans leur chambre à coucher à Addingham dans le Yorkshire de l'Ouest, en Angleterre. Elle envoie alors des fleurs au couple en leur souhaitant le meilleur pour leur campagne.
Le 5 janvier 2008, Yoko crée une publicité qui est publiée dans l'édition du New York Times contenant le mot "IMAGINE PEACE".

### Relations avec Paul McCartney
En septembre 1966, lorsque Yoko arrive en Angleterre, elle contacte Paul McCartney pour lui demander une partition originale des Beatles à ajouter à la collection de John Cage. McCartney refuse et lui suggère de s'adresser directement à Lennon. Ce dernier lui offre plus tard les paroles manuscrites de la chanson The Word, qui seront ensuite reproduites dans le livre de Cage, Notations, publié en 1969.
Yoko a souvent discuté avec Paul McCartney au sujet des crédits d'écriture pour beaucoup de chansons des Beatles. Quand les Beatles étaient encore ensemble, chaque chanson écrite par Lennon ou McCartney, indépendamment de celles qui apparaissent sur le premier album du groupe Please Please Me étaient créditées comme Lennon-McCartney, que la chanson soit une collaboration ou un projet solo. Après la mort de Lennon, McCartney essaya de changer l'ordre en McCartney-Lennon pour des chansons telles que Yesterday et seulement si elles avaient été écrites par lui-même, mais Yoko s'y opposa. Elle dit qu'elle pensait que ceci casserait l'accord que les deux avaient conclu tandis que Lennon était encore vivant. Cependant, McCartney a déclaré qu'un tel accord n'avait jamais existé. Les deux autres Beatles sont convenus que les crédits devaient rester les mêmes car ils l'avaient toujours été ainsi et Paul retira sa demande. Cependant, une dispute refit surface en 2002. Sur son album enregistré en live, Back In The World, 19 chansons des Beatles sont décrites comme étant écrites par Paul McCartney et John Lennon. Cependant, sur certains albums réalisés en solo, la mention Lennon-McCartney a également été modifiée pour des chansons des Beatles. En 1976, Paul sorti un autre album live intitulé Wings Over America dans lequel plusieurs chansons des Beatles sont créditées de cette manière : P. McCartney - J. Lennon. De même en 1998 sur The John Lennon Anthology et Lennon Legend, les crédits de la chanson Give Peace a Chance sont attribués uniquement à John Lennon, au lieu des originaux qui étaient : Lennon-McCartney.
En 1995, McCartney et sa famille collaborèrent avec Yoko et Sean Lennon pour créer le morceau Hiroshima Sky is Always Blue, pour marquer le cinquantième anniversaire du bombardement atomique de la ville d'Hiroshima. Au sujet de Yoko, McCartney déclara : « J'ai pensé qu'elle était une femme froide. Je pense que c'est faux, elle est juste le contraire. Je pense qu'elle est simplement plus déterminée que la plupart des personnes à être elle-même. » McCartney n'invite pas Yoko aux funérailles de sa femme Linda McCartney en 1998.
Le 18 octobre 2001, lorsque McCartney parla de Yoko durant l'émission The Howard Stern Show, il dit : « Nous n'avons jamais eu la meilleure relation du monde, ça c'est sûr. Mais nous oublions complètement ça quand nous devons être ensemble. » Il admit plus tard qu'il serait peu disposé à parler du traitement de Julian Lennon, craignant qu'il ne blesse leur rapport d'affaires.

### Sa fille Kyoko Chan Cox
Kyoko Chan Cox, née le 8 août 1963, fille de Yoko et du cinéaste Anthony Cox et demi-sœur de Sean Lennon, a passé ses premières années en étant entourée d'artistes, de musiciens et de réalisateurs de films. Anthony Cox l'éleva seul de 1965 à 1969 après que Yoko se fut séparée de lui. Ils divorcèrent en février 1969.
En 1971, tout en étudiant avec le gourou Maharishi Mahesh Yogi à Majorque, Cox accusait Yoko d'avoir enlevé Kyoko dans son hôtel. Un grand nombre d'accusations ont été alors faites par les parents vers l'un et l'autre et sur les droits de la garde parentale. Cox s'est par la suite installé à Houston, au Texas, et se convertit au christianisme évangélique avec sa nouvelle épouse, qui venait à l'origine de Houston. À la fin de 1971, une audition concernant la garde alla à l'encontre de Cox. En violation de l'ordre, il enleva Kyoko et disparut. Yoko se lança alors à la recherche de sa fille à l'aide de la police et d'investigateurs privés. Yoko écrivit une chanson au sujet de sa fille, Don't Worry Kyoko (Mummy's Only Looking For Her Hand In The Snow), qui apparut sur l'album live de John et Yoko, Live Peace In Toronto 1969 et en face B du single du Plastic Ono Band, Cold Turkey.
Cox se réfugia à Los Angeles où il vécut avec un ami qui était associé à l'église Church Of The Living Word. Il rejoint le groupe en 1972 et vécut par la suite dans diverses communautés liées au groupe en Californie. En 1977, Cox quitta le groupe. En 1978, il resta avec Kyoko dans la communauté du Jesus People USA à Chicago.
Après le meurtre de John Lennon le 8 décembre 1980, Cox, avec Kyoko (qui avait alors dix-sept ans), envoya un message de sympathie à Yoko mais ne lui indiqua pas leur adresse. Plus tard, Yoko écrit une lettre ouverte à l'attention de Kyoko en lui disant combien elle lui manquait mais qu'elle cessait ses tentatives pour la retrouver.
Kyoko réapparut en 1986, participant, en tant que productrice associée, à un film documentaire de Cox au sujet de sa participation au sein de la « Church Of The Living Word » intitulé, Vain Glory. Cox refit surface en public la même année, mais Kyoko ne le fit pas.
En 1994, Kyoko, alors adulte et mariée, rétablit une relation avec sa mère qui a pour conséquence une réunion en 2001. La fille de Kyoko, Emi, rencontra alors sa grand-mère pour la première fois. Bien que Kyoko évite la publicité, elle accorda tout de même une interview où elle déclara que ses retrouvailles avec Yoko furent très heureuses et qu'elles restaient régulièrement en contact depuis ce jour.
Kyoko a fait une apparition en public en août 2005, à l'ouverture de la pièce musicale Lennon, The Musical.
Kyoko vit actuellement dans le Colorado. Elle se consacre à sa famille tout en poursuivant sa carrière d'artiste.

## Œuvres écrites
- 1964 : Grapefruit: A Book of Instructions and Drawings
- 1983 : Summer Of 1980
- 1990 : The John Lennon Family Album
- 1995 : Instruction Paintings
- 1995 : Sometimes in New York City (Genesis Publications)
- 1998 : Grapefruit Juice
- 2000 : Yes Yoko Ono
- 2005 : Odyssey Of A Cockroach
- 2005 : Imagine Yoko
- 2005 : Memories Of John Lennon
- 2005 : John Lennon Unfinished Music

## Sculpture

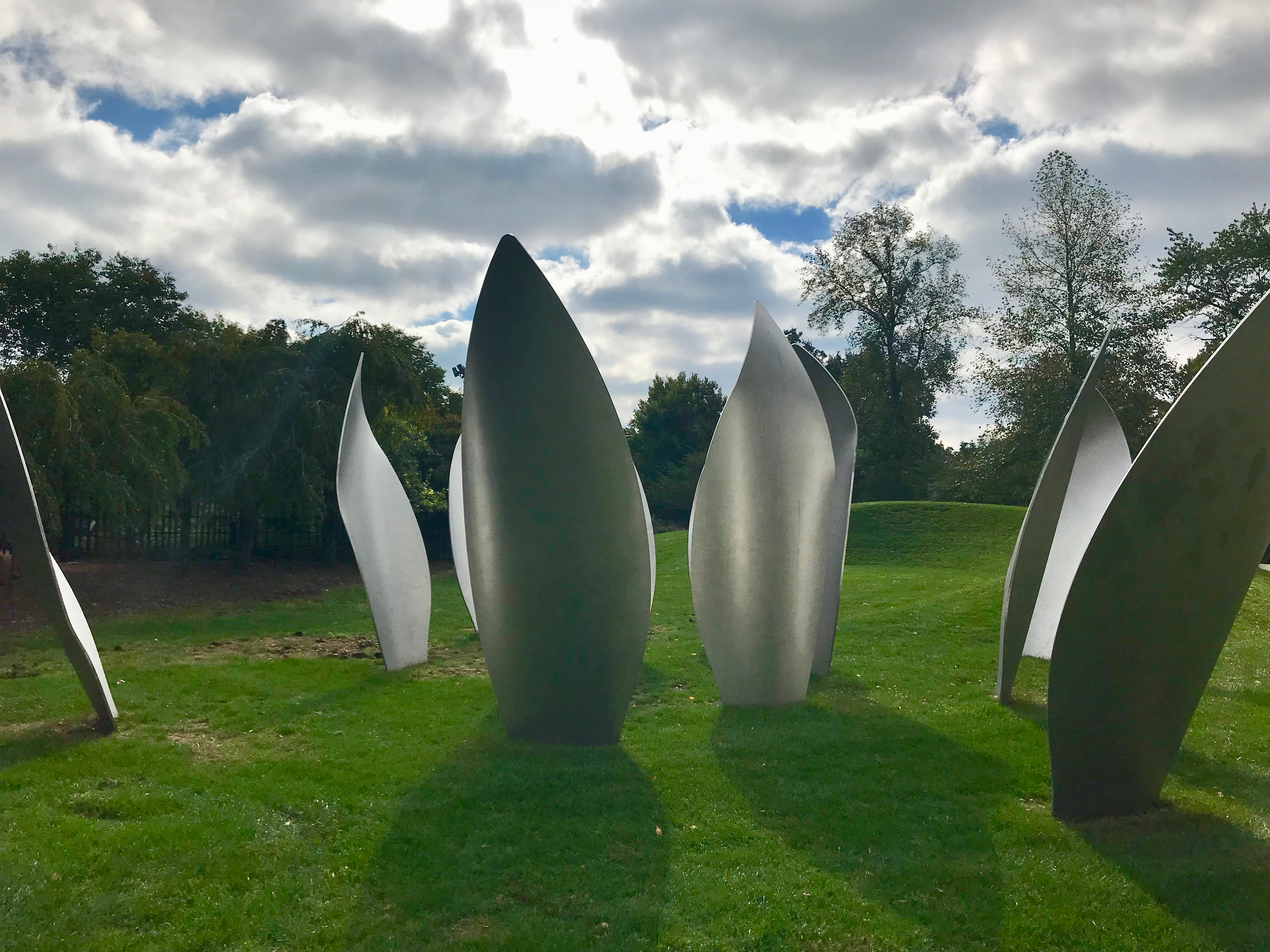
Le Skylanding, Sculpture by Yoko Ono dans le Garden of the Phoenix à Jackson Park (Chicago).

En 2016, Yoko Ono a installé le Skylanding, Sculpture by Yoko Ono, une sculpture monumentale en acier représentant des pétales de lotus, dans un parc de Chicago. Le Skylanding se trouve dans le jardin japonais de Garden of the Phoenix à Jackson Park, un des plus beaux parcs de Chicago. Ce don fait à la ville de Chicago est sa première œuvre d'art publique permanente sur le continent américain.

## Expositions
Liste non exhaustive :
- PAINTINGS AND DRAWINGS BY YOKO ONO, AG Gallery, New York 16 au 30 juin 1961[3].
- YOKO AT INDICA, Indica Gallery, Londres, 9 au 22 novembre 1966.
- UNFINISHED PAINTINGS AND OBJECTS, Camden Square, Londres, 16 au 29 janvier 1967.
- YOKO ONO: WATER SHOW, Arts Lab Center, Londres, 28 mai au 1er juin 1968.
- FOUR THOUGHTS: YOKO ONO AND JOHN LENNON, Arts Lab Center, Londres, 2 au 9 juin 1968.
- YOKO ONO: OBJECTS, FILMS, Whitney Museum of American Art, New York, 8 février - 16 avril 1989.
- yes yoko ono, Walker Art Center, Minneapolis / 10 mars - 17 juin 2001.
- THE ROAD OF HOPE, The Hiroshima City Museum of Contemporary Art, Japon, 30 juillet - 16 octobre 2011.
- YOKO ONO: GRAPEFRUIT, Moderna Museet, Stockholm, 6 juin-16 septembre 2012.
- YOKO ONO - HALF-A-WIND SHOW, Musée Guggenheim, Bilbao, 14 mars - 31 août 2014.
- Yoko Ono: One Woman Show, 1960–1971, Museum of Modern Art, New York, 2015[3].
- YOKO ONO Lumière de L'aube, MAC Lyon, 9 mars - 10 juillet 2016[3].
- Exposition au Tate Modern, à Londres, en 2024[3].

## Prix et reconnaissance
En 1972, elle est incluse dans la partie centrale de Some Living American Women Artists, un collage féministe de Mary Beth Edelson.
- 1982 : Grammy Award dans la catégorie « meilleur album de l'année » pour Double Fantasy.
- 2001 : Grammy Award dans la catégorie The Best Long Of Music Video pour la production du film-documentaire Gimme Some Truth: The Making Of John Lennon Imagine's album.
- 2024 : médaille Edward MacDowell (en)[3].